# Stres mniejszościowy
Stres mniejszościowy – stres, na które narażone są osoby należące do stygmatyzowanych grup mniejszościowych, dyskryminowanych np. ze względu na orientację seksualną, pochodzenie etniczne. Na stres mniejszościowy składają się codzienne problemy związane z dyskryminacją lub brakiem takich samych możliwości czy szans, jakie mają członkowie grupy większościowej, jego skutkiem jest chroniczne napięcie. Stres mniejszościowy jest nie tylko wynikiem nieprzyjemnych wydarzeń, ale odnosi się też do ogólnych doświadczeń członków mniejszości w kontekście życia w większościowej społeczności, gdzie prawdopodobne jest występowanie konfliktów w sferze wartości, potrzeb, doświadczeń, sposobie życia i w niedostosowaniu społecznych struktur do potrzeb grupy mniejszościowej. Może to prowadzić u członków grup mniejszościowych do zaburzeń w kształtowaniu się obrazu siebie oraz być czynnikiem ryzyka powstawania poważnych zaburzeń psychicznych.

## Podstawowe charakterystyczne cechy stresu mniejszościowego
1. unikatowość – stres mniejszościowy nie jest stresem powszechnym, lecz dodatkowym obciążeniem psychicznym charakteryzującym osoby należące do grupy mniejszościowej, doświadczającej stygmatyzacji.
2. chroniczność – względna stałość struktur społecznych i kulturowych odgrywających istotną rolę w przekazywaniu przekonań i postaw wobec grup mniejszościowych czyni stres mniejszościowy stresem chronicznym
3. społeczne uwarunkowanie – stres mniejszościowy jest związany bardziej z procesami, instytucjami i strukturami społecznymi, istniejącymi poza jednostką, niż z indywidualnymi wydarzeniami lub cechami jednostki[1]

## Procesy wchodzące w skład stresu mniejszościowego
1. zewnętrzne, obiektywnie stresujące wydarzenia lub warunki życia
2. oczekiwanie takich wydarzeń, powodujące ciągłą, wzmożoną czujność
3. internalizacja negatywnych społecznych przekonań o grupie (uznanie ich za własne przekonania)[1]

## Źródła powodujące stres mniejszościowy
1. zagrożenie kategoryzacją –  członkowie grupy mniejszościowej mogą obawiać się uprzedzeń, oceniania ich jako członków danej społeczności a nie jako indywidualne jednostki, by uniknąć kategoryzacji osoby mogą nie przyznawać się do faktycznego należenia do stygmatyzowanej grupy
2. zagrożenie odrębnością - przeciwieństwo zagrożenia kategoryzacją, wywołuje strach przed nienależeniem do żadnej grupy, bądź do grupy niewystarczająco odróżniającej się od ogółu społeczeństwa
3. zagrożenie dla wartości tożsamości społecznej -  występowanie obawy, że grupa mniejszościowa do której należy jednostka może być postrzegana w danych kategoriach gorzej niż ogół społeczeństwa, prowadzi to do negatywnego postrzegania osób spoza własnej grupy mniejszościowej
4. zagrożenie akceptacji - obawa przed brakiem akceptacji ze strony innych członków grupy mniejszościowej[2]